# Lega Nazionale A 2014-2015 (calcio femminile)
L'edizione 2014-2015 è stata la quarantacinquesima edizione del campionato svizzero di Lega Nazionale A di calcio femminile. Il campionato è stato vinto dallo Zurigo per il quarto anno consecutivo.

## Stagione

### Novità
Come nella precedente stagione, hanno partecipato al campionato 10 società. Al retrocesso Schwyz si sostituisce il Rapperswil-Jona, primo classificato nel girone di promozione/relegazione, mentre il Kriens si fonde con il LUwin.ch, muta denominazione e si iscrive come Fussball Club Luzern Frauen.
Come nella scorsa stagione sono sette i cantoni rappresentati. Il Canton San Gallo resta il cantone più rappresentato con 3 squadre, segue il Canton Zurigo con due. Una squadra a testa per Canton Basilea Città, Canton Berna, Canton Lucerna, Canton Sciaffusa e Canton Vaud.

### Formula
La formula del torneo prevede la partecipazione di dieci squadre, in un girone all'italiana con un girone di andata, indicato come Fase 1, e uno di ritorno, indicato come Fase 2, al termine del quale viene stilata la classifica in base ai punti conquistati, tre punti a vittoria, uno a pareggio, zero a sconfitta.
Le prime otto classificate della stagione regolare partecipano al Girone finale con partite di sola andata, per un totale di 7 giornate. La squadra prima classificata è campione di Svizzera ed è ammessa alla UEFA Women's Champions League 2015-2016.
Le ultime due classificate della stagione regolare vanno a comporre un nuovo minitorneo all'italiana da disputare con le due migliori classificate al termine della stagione 2014-2015 della Lega Nazionale B, secondo livello del campionato svizzero femminile di calcio. Le due migliori classificate, sempre con la formula dei tre punti a vittoria, uno a pareggio, zero a sconfitta, ottengono il diritto di disputare la prossima stagione 2015-2016 in Lega Nazionale A, aggiungendosi alle otto che hanno partecipato al girone finale.

## Squadre partecipanti
| Club            | Città             | Stadio                  | Stagione 2013-2014            |
| --------------- | ----------------- | ----------------------- | ----------------------------- |
| Basilea         | Basilea           | Sportanlagen St. Jakob  | 3º posto in LNA               |
| Grasshopper     | Zurigo            | GC/Campus               | Vincente girone promozione    |
| Lucerna         | Lucerna           | Sportanlagen Allmend    | 2º posto in LNA (come Kriens) |
| Neunkirch       | Neunkirch         | Sportanlage Randenblick | 4º posto in LNA               |
| Rapperswil-Jona | Rapperswil-Jona   | Stadio Grünfeld         | 2º nel girone promozione      |
| San Gallo       | San Gallo         | AFG Arena               | 8º posto in LNA               |
| Staad           | Staad, Thal       | Sportplatz Bützel       | 7º posto in Lega Nazionale A  |
| Young Boys      | Berna             | Stadion Neufeld         | 6º posto in LNA               |
| Yverdon         | Yverdon-les-Bains | Stade Municipal         | 5º posto in LNA               |
| Zurigo          | Zurigo            | Heerenschürli           | Campione di Svizzera          |

## Stagione regolare

### Classifica finale
|  | Pos. | Squadra         | Pt | G  | V  | N | P  | GF | GS | DR  |
|  | ---- | --------------- | -- | -- | -- | - | -- | -- | -- | --- |
|  | 1.   | Zurigo          | 51 | 18 | 17 | 0 | 1  | 65 | 8  | +57 |
|  | 2.   | Basilea         | 36 | 18 | 11 | 3 | 4  | 56 | 25 | +31 |
|  | 3.   | Lucerna         | 36 | 18 | 11 | 3 | 4  | 42 | 17 | +25 |
|  | 4.   | Neunkirch       | 31 | 18 | 10 | 1 | 7  | 45 | 28 | +17 |
|  | 5.   | Staad           | 22 | 18 | 7  | 1 | 10 | 22 | 29 | -7  |
|  | 6.   | Yverdon         | 22 | 18 | 6  | 4 | 8  | 20 | 29 | -9  |
|  | 7.   | Young Boys      | 20 | 18 | 6  | 2 | 10 | 29 | 40 | -11 |
|  | 8.   | San Gallo       | 20 | 18 | 5  | 5 | 8  | 25 | 45 | -20 |
|  | 9.   | Grasshopper     | 18 | 18 | 6  | 0 | 12 | 27 | 46 | -19 |
|  | 10.  | Rapperswil-Jona | 4  | 18 | 1  | 1 | 16 | 11 | 75 | -64 |

Legenda:

      Ammesse al girone finale.
      Ammesse agli spareggi promozione/retrocessione.
Note:

Tre punti a vittoria, uno a pareggio, zero a sconfitta.

### Risultati
|                 | Bas  | Gra  | Luc  | Neu  | Rap  | San  | Sta  | YB   | Yve  | Zur  |
| --------------- | ---- | ---- | ---- | ---- | ---- | ---- | ---- | ---- | ---- | ---- |
| Basilea         | –––– | 4-0  | 2-2  | 4-1  | 6-0  | 5-1  | 1-0  | 5-0  | 9-1  | 0-4  |
| Grasshopper     | 0-4  | –––– | 0-2  | 1-2  | 3-0  | 2-3  | 2-1  | 6-3  | 0-2  | 1-5  |
| Lucerna         | 2-2  | 7-1  | –––– | 1-2  | 6-1  | 2-1  | 0-2  | 4-0  | 0-0  | 0-1  |
| Neunkirch       | 3-4  | 0-1  | 1-2  | –––– | 10-0 | 1-1  | 1-0  | 6-2  | 1-0  | 0-3  |
| Rapperswil-Jona | 2-2  | 0-5  | 0-2  | 0-2  | –––– | 1-3  | 0-2  | 2-6  | 0-3  | 0-5  |
| San Gallo       | 2-1  | 3-2  | 1-5  | 2-6  | 3-4  | –––– | 0-0  | 2-4  | 0-0  | 0-3  |
| Staad           | 1-0  | 0-1  | 3-2  | 0-4  | 4-0  | 2-3  | –––– | 2-3  | 3-2  | 0-6  |
| Young Boys      | 1-3  | 2-0  | 0-3  | 2-1  | 4-0  | 0-0  | 0-1  | –––– | 0-0  | 0-1  |
| Yverdon         | 1-3  | 1-0  | 0-1  | 1-3  | 5-0  | 0-0  | 2-1  | 2-1  | –––– | 0-2  |
| Zurigo          | 4-1  | 7-2  | 0-1  | 4-1  | 4-1  | 7-0  | 2-0  | 2-1  | 5-0  | –––– |

## Girone finale

### Classifica finale
|                     | Pos. | Squadra    | Pt | G | V | N | P | GF | GS | DR  |
| ------------------- | ---- | ---------- | -- | - | - | - | - | -- | -- | --- |
| Svizzera (bandiera) | 1.   | Zurigo     | 45 | 7 | 6 | 1 | 0 | 22 | 3  | +19 |
|                     | 2.   | Basilea    | 35 | 7 | 5 | 2 | 0 | 18 | 3  | +15 |
|                     | 3.   | Neunkirch  | 31 | 7 | 5 | 0 | 2 | 18 | 15 | +3  |
|                     | 4.   | Lucerna    | 28 | 7 | 3 | 1 | 3 | 8  | 6  | +2  |
|                     | 5.   | Young Boys | 22 | 7 | 4 | 0 | 3 | 10 | 10 | 0   |
|                     | 6.   | Yverdon    | 17 | 7 | 2 | 0 | 5 | 7  | 16 | -9  |
|                     | 7.   | Staad      | 14 | 7 | 1 | 0 | 6 | 10 | 21 | -11 |
|                     | 8.   | San Gallo  | 10 | 7 | 0 | 0 | 7 | 3  | 22 | -19 |

Legenda:

      Campione di Svizzera e ammessa alla UEFA Women's Champions League 2015-2016
Note:

Tre punti a vittoria, uno a pareggio, zero a sconfitta.
I punti in classifica comprendono la metà dei punti conseguiti nell'andata arrotondati per difetto (esempio: Zurigo 51:2 = 25,5 (26) + 19 del girone finale = 45).

### Risultati
|            | Bas  | Luc  | Neu  | San  | Sta  | YB   | Yve  | Zur  |
| ---------- | ---- | ---- | ---- | ---- | ---- | ---- | ---- | ---- |
| Basilea    | –––– |      |      | 4-0  |      | 1-0  | 4-0  | 1-1  |
| Lucerna    | 0-0  | –––– | 1-3  |      | 1-0  |      | 2-0  |      |
| Neunkirch  | 1-5  |      | –––– |      | 4-3  |      | 3-1  | 1-3  |
| San Gallo  |      | 0-4  | 1-4  | –––– | 0-2  |      |      |      |
| Staad      | 1-3  |      |      |      | –––– | 3-5  |      | 0-4  |
| Young Boys |      | 2-0  | 1-2  | 1-0  |      | –––– |      |      |
| Yverdon    |      |      |      | 2-1  | 4-1  | 0-1  | –––– |      |
| Zurigo     |      | 1-0  |      | 5-1  |      | 4-0  | 4-0  | –––– |

## Girone di promozione/retrocessione
|  | Pos. | Squadra         | Pt | G | V | N | P | GF | GS | DR  |
|  | ---- | --------------- | -- | - | - | - | - | -- | -- | --- |
|  | 1.   | Rapid Lugano    | 15 | 6 | 5 | 0 | 1 | 20 | 8  | +12 |
|  | 2.   | Grasshopper     | 15 | 6 | 5 | 0 | 1 | 23 | 12 | +11 |
|  | 3.   | Derendingen     | 3  | 6 | 1 | 0 | 5 | 9  | 17 | -8  |
|  | 4.   | Rapperswil-Jona | 3  | 6 | 1 | 0 | 5 | 10 | 25 | -15 |

Legenda:

      Retrocesse in Lega Nazionale B 2015-2016
Note:

Tre punti a vittoria, uno a pareggio, zero a sconfitta.

### Risultati
|                 | Der  | Gra  | RLu  | RJo  |
| --------------- | ---- | ---- | ---- | ---- |
| Derendingen     | –––– | 1-5  | 1-2  | 2-1  |
| Grasshopper     | 3-2  | –––– | 4-1  | 6-2  |
| Rapid Lugano    | 2-0  | 5-1  | –––– | 5-0  |
| Rapperswil-Jona | 4-3  | 1-4  | 2-5  | –––– |

## Statistiche

### Classifica marcatrici
Fonte: Sito ufficiale ASF
| Gol |  |  | Giocatore                | Squadra    |
| --- |  |  | ------------------------ | ---------- |
| 20  |  |  | Patricia Willi           | San Gallo  |
| 18  |  |  | Fabienne Humm            | Zurigo     |
| 15  |  |  | Eseosa Aigbogun          | Basilea    |
| 15  |  |  | Lucia Ondrušová          | Neunkirch  |
| 11  |  |  | Florijana Ismaili        | Young Boys |
| 11  |  |  | Angela Stocker           | Lucerna    |
| 10  |  |  | Sára Krisztin            | Neunkirch  |
| 9   |  |  | Stefanie De Além da Eira | Basilea    |
| 8   |  |  | Mirnije Selimi           | Zurigo     |
| 8   |  |  | Barla Deplazes           | Zurigo     |

## Verdetti finali
- Zurigo Campione di Svizzera 2014-2015 e qualificata alla UEFA Women's Champions League 2015-2016.
- Rapid Lugano promosso in Lega Nazionale A 2015-2016.
- Rapperswil-Jona retrocesso in Lega Nazionale B 2015-2016.